# Alte Maße und Gewichte (Bayern)

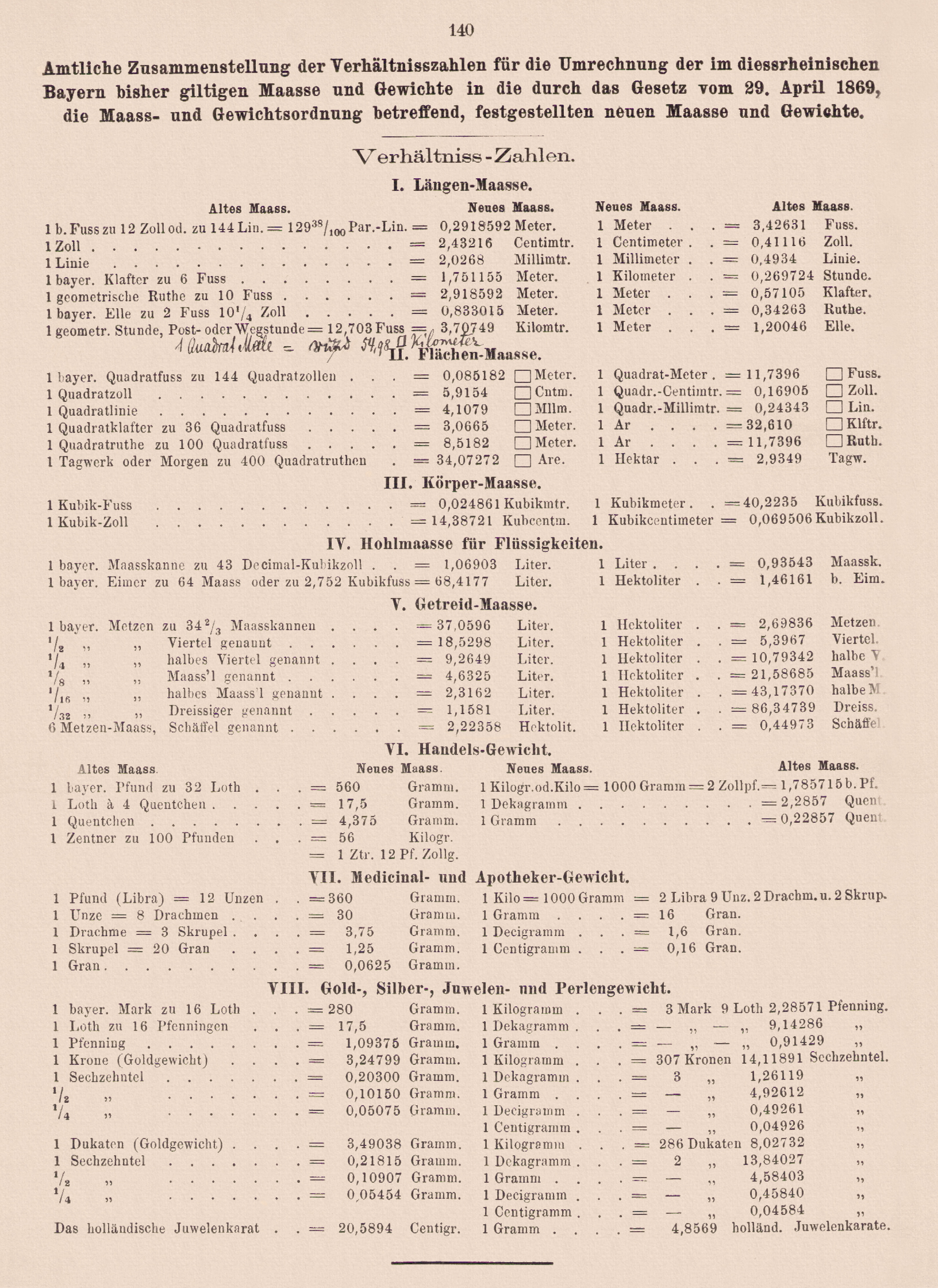
Alte Maße und Gewichte in Bayern, mit amtlicher Umrechnung nach dem Gesetz von 1869

Mit Verordnung vom 28. Februar 1809 wurden die Maße in ganz Bayern auf definierte Größen verbindlich festgelegt. Vorher gab es teilweise regionale Unterschiede. Zum Beispiel maß der Aschaffenburger Fuß 290,50 mm und der Nürnberger Fuß betrug 303,75 mm. Eine Wirtschaftsreform von Montgelas sollte auch die Maße und Gewichte vereinheitlichen.
Eine Übersicht verschiedener europäischer Maße und Gewichte von Ferdinand Malaise (1842) gibt dem bayerischen Fuß – seinem Referenzmaß – 129,38 Pariser Linien.
Am 29. April 1869 führte Bayern per Gesetz zum Jahreswechsel 1872 das metrische System ein. Der bayerische Fuß wurde hierbei auf 0,291859206 Meter festgelegt.
Die Maßbezeichnungen und Maße, deren Werte gleichzeitig erstmals in metrischen Einheiten festgelegt wurden, blieben aber weiterhin im Alltagsgebrauch bestehen.

## Längenmaße

### Die alten, duodezimalen Längenmaße
Während das Fußmaß im Altertum stets in sechzehn Fingerbreit unterteilt wurde, setzte sich im Mittelalter europaweit die duodezimale Zolleinteilung durch. Ein Zoll wird in den romanischen Sprachen meist „ein Daumen(-breit)“ genannt. Die duodezimale Fußeinteilung galt in Bayern bis einschließlich der frühen Neuzeit.
| Skrupel |           |           |           | = | 0,1689 mm    | (typographisch, inoffiziell)                             |
| Linie   | =         | 12        | Skrupel   | = | 2,0268 mm    |                                                          |
| Zoll    | =         | 12        | Linien    | = | 24,3216 mm   |                                                          |
| Fuß     | =         | 12        | Zoll      | = | 291,8592 mm  | Wurde 1869 amtlich genau festgelegt auf 0,291859206 m.   |
| Schritt | =         | 28        | Zoll      | = | 0,681 0048 m | (1869 nicht erwähnt.)                                    |
| Klafter | =         | 6         | Fuß       | = | 1,7511552 m  |                                                          |
| Rute    | =         | 12        | Fuß       | = | 3,502 3104 m |                                                          |
| Meile   | vor 1811: | vor 1811: | vor 1811: | = | 7,414 975 km | = 25406 bayerische Fuß, eigentlich fünf römische Meilen. |
|         | 1811/71:  | 1811/71:  | 1811/71:  | = | 7,470 903 km | = 25600 bayerische Fuß                                   |
|         | ab 1872:  | ab 1872:  | ab 1872:  | = | 7,200 000 km | (ist metrisch gerundet)                                  |
|         | 1896:     | 1896:     | 1896:     | = | 7,420 440 km | [ 1 ]                                                    |

### Die dezimalen Übergangslängenmaße
Nachdem 1806 das Heilige Römische Reich aufgelöst war, trat Bayern dem Rheinbund bei und wurde von Napoleon mit Gebietsgewinnen zum Königreich erhoben.
Zwar wagte man es in Bayern noch nicht, den in Frankreich seit 1793 eingeführten Meter gleich zu übernehmen, dezimalisierte aber den bayerischen Fuß.
Dieses System galt bis zum 1. Januar 1872, dem Tag des Inkrafttretens des Gesetzes von 1869.
| Skrupel |              | = 291,859206 µm |
| Linie   | = 10 Skrupel | = 2,91859206 mm |
| Zoll    | = 10 Linien  | = 2,91859206 cm |
| Fuß     | = 10 Zoll    | = 2,91859206 dm |
| Rute    | = 10 Fuß     | = 2,91859206 m  |

## Flächenmaße
| Quadratzoll                      | = 5,9154 cm²                                         | = 0000,00059154 m² |
| Quadratfuß                       | = 144 Quadratzoll                                    | = 0000,085182 m²   |
| Quadratmeile (selten)            | = etwa 55,2 km² (je nach Meilen-Definition, s. oben) |                    |
| Bifang, Pifang                   |                                                      |                    |
| Beet                             | = 9 Quadratfuß                                       | = 0000,7666 m²     |
| Quadratrute                      | = 100 Quadratfuß                                     | = 0008,5182 m²     |
| Dezimale                         | = 4 Quadratruten                                     | = 0034,072709 m²   |
| Tagwerk (Morgen, Jauchert, Joch) | = 100 Dezimale                                       | = 3407,2709 m²     |
| Hube, Hufe                       | = 33–42 Tagwerke                                     |                    |

## Volumen
Der bayerische Kubikfuß ist größer gleich 24,861044 Liter. Dieser wurde aber nicht für Hohlmaße verwendet.

### Hohlmaße, fest
Hiermit maß man alle nicht-flüssigen Stoffe, wie zum Beispiel auch Getreide, Mehl, Kalk etc.
Die Einheit des Kalkmaßes war der Metzen. Kalk wurde überwiegend gehäuft gemessen. Der Messkörper wurde als Kegelstumpf bestimmt. Am 7. Juni 1811 wurden diese Maße festgelegt:
- unterer Durchmesser 1½ Fuß
- oberer Durchmesser 1¼ Fuß
- Kegelhöhe 11 Zoll plus 8⅖ Linien
- 6 Metzen = 1 Scheffel
- 24 Metzen = 1 Muth

Laut königlich-bayerischer Gesetzgebung von 1869 ist: ein bayerisches Scheffel gleich 1/0,449 725 9946 Hektoliter.
| Dreißiger (Zweiunddreißigstelmetze)         | = ½ Sechzehntelmetzen | = | 1,15811l    |
| Sechzehntelmetze(n), Mäßlein                | = ½ Achtelmetzen      | = | 2,31623 l   |
| Achtelmetze(n)                              | = ½ Viertelmetzen     | = | 4,63245 l   |
| Viertelmetze(n), halbes Viertel             | = ½ Viertel           | = | 9,26490 l   |
| Viertel, halbe(r) Metze(n)                  | = ½ Metzen            | = | 18,52980 l  |
| Metze(n)                                    | = 34⅔ Maß             | = | 37,05960 l  |
| Scheffel (bairisch: Schaff, Plural: Schäff) | = 6 Metzen            | = | 222,35762 l |
| Muth                                        | = 4 Scheffel          | = | 889,43046 l |

### Hohlmaße, flüssig
Laut königlich bayerischer Gesetzgebung von 1869 ist das bayerische Maß der 208. Teil des Volumens eines bayerischen Scheffels zu 1/0,449 725 9946 Hektoliter.
| Achterl, in Franken Achtel        |             | = ⅛ Maß   | = | 0,133 l  |
| Schoppen, Quart(el)               | = 2 Achterl | = ¼ Maß   | = | 0,267 l  |
| Gazel                             |             | = ⅓ Maß   | = | 0,357 l  |
| Seidel, in Franken Seidla (Halbe) | = 2 Quartel | = ½ Maß   | = | 0,535 l  |
| Maß, Maßkanne oder Maßkrug        | = 2 Seidel  | = 3 Gazel | = | 1,069 l  |
| Schenkeimer                       |             | = 60 Maß  | = | 64,142 l |
| Visireimer (Biereimer)            |             | = 64 Maß  | = | 68,416 l |

### Wassermaß (Durchfluss)
| Steften |  | = 2 Maß pro Minute | = | 2,18 Liter pro Minute |

## Gewichte

### Handelsgewichte
In Bayern galt das Wiener Pfund. Dieses betrug im Mittelalter und der Frühen Neuzeit stets etwa 561,288 g, d. h. zwei Wiener Mark.
Im Jahr 1811 rundete Montgelas das Pfund in Bayern auf 560,000 g ab. Dies sollte die Umrechnung in andere Maße erleichtern.
Es muss also zwischen einem alten, historischen Wert und einem um etwa ein Viertel Prozent niedrigeren Reformwert unterschieden werden:
| Einheit           |   |     |           |   | Historischer Wert | Historischer Wert |   | Reformwert | Reformwert |
| Gran              |   |     |           | = | 73,084 3750       | mg                | = | 72,916     | mg         |
| Pfenniggewicht    | = | 15  | Grän      | = | 1096,265 6250     | mg                | = | 1093,750   | mg         |
| Quentchen (Quint) | = | 4   | Pfennig   | = | 4,385 0625        | g                 | = | 4,375      | g          |
| Loth              | = | 4   | Quentchen | = | 17,540 2500       | g                 | = | 17,500     | g          |
| Vierling          | = | 8   | Loth      | = | 140,322 0000      | g                 | = | 140,000    | g          |
| Pfund             | = | 4   | Vierling  | = | 561,288 0000      | g                 | = | 560,000    | g          |
| Zentner           | = | 100 | Pfund     | = | 56,128 8000       | kg                | = | 56,000     | kg         |

Anmerkung: Bei den historischen Werten handelt es sich nach der dritten rechtsseitigen Dezimalstelle des Pfundwertes natürlich nur um „aufgefüllte“ Nullen, um die wichtigen rechnerischen Werte der kleineren Einheiten korrekt wiedergeben zu können. Größere Präzision kann ohnehin entweder nur bezogen auf ein bestimmtes Spezimen von Maßstab oder über eine verbindliche Definition erreicht werden.

### Apothekergewichte
Das bayerische Apothekergewicht entspricht dem fränkischen, also dem Nürnberger Apothekergewicht, wie überall in Deutschland.
Das Nürnberger Apothekerpfund betrug historisch 357,84 Gramm. Das Königreich Bayern rundete dieses unter Montgelas 1811 auf 360 Gramm.

### Münzgewichte
Auch in Bayern galt die Kölner Mark mit ihren Unterteilungen.